# Entodon punctulatus
Entodon punctulatus är en bladmossart som beskrevs av Thériot och Potier de la Varde 1922. Entodon punctulatus ingår i släktet Entodon och familjen Entodontaceae. Inga underarter finns listade i Catalogue of Life.